# Icuncula torcularis
Icuncula torcularis is een slakkensoort uit de familie van de Capulidae. De wetenschappelijke naam van de soort is voor het eerst geldig gepubliceerd in 1878 door Tenison-Woods.